# Édith Desternes
 (septembre 2010).
Si vous disposez d'ouvrages ou d'articles de référence ou si vous connaissez des sites web de qualité traitant du thème abordé ici, merci de compléter l'article en donnant les références utiles à sa vérifiabilité et en les liant à la section « Notes et références ».
Édith Desternes, née à Paris (11e arrondissement) le 21 février 1901 et morte à La Charité-sur-Loire le 3 novembre 2000, est une artiste-peintre française.

## Biographie
Céline Édith Desternes est la fille de Louis Desternes (1864-1936) et la sœur de Suzanne Desternes.
Élève et muse du peintre Gaston Simoes de Fonseca (lui-même élève de Jean-Léon Gérôme), elle délaisse son activité de création de reliure contemporaine pour la peinture dans les années 1920.
En 1948 elle obtient le prix de paysage de l'Union des femmes peintres et sculpteurs. 
Elle expose ses dessins, fusains et monotypes avec Fonseca avant guerre à la galerie Barreiro, rue de Seine. Dans les années 1950, elle décide de se consacrer à la peinture sur verre qu'elle présente à plusieurs reprises à la galerie Bruno Bassano (1956).
Dix ans plus tard, le peintre japonais Toshio Bando (1895-1973) l'encourage à travailler la gouache. Fort de ces encouragements et de ses succès, c'est dans cette technique qu'elle donnera le meilleur d'elle-même. 
Ses gouaches seront remarquées et appréciées du critique d'art Raymond Charmet. Elle guide et encourage Jean Guitton à la peinture. Ce dernier reconnaîtra son influence à plusieurs reprises, et ils exposeront souvent ensemble à Paris (à la galerie Katia Granoff) et en province (Montluçon).
Dans les années 1990, elle retrouve le goût pour la peinture sur verre et elle obtient le grand prix du gemmail à Lourdes. Ses travaux sont exposés au Salon d’automne.
Les thèmes de ses expositions seront : Fonseca et Desternes, la Loire et le Bourbonnais, où ses attaches familiales sont très profondément ancrées, l'Espagne (galerie Médicis 1976), la Corse, Femmes et Fleurs, Anaïs Nin, les Poèmes de Katia Granoff (1984).
Desternes a brossé les portraits de Marcel Proust, Virginia Woolf, Anaïs Nin, l'actrice Moune de Rivel et Silvia Monfort, ensemble exposé au Salon d'automne.
Elle meurt à La Charité-sur-Loire en 2000 et est enterrée auprès des siens au cimetière de Moulins.

## Travaux
Participations aux salons de l'Union des femmes peintres et sculpteurs, au Salon des indépendants. Sociétaire du Salon d'automne, du Salon des Tuileries et du Salon du dessin et de la peinture à l'eau.
Collections : Albert Sarraut, Jacques Fath, Claude Ducommun (donation au Musée d'art et d'histoire de la ville de Neuchâtel), Besancon de Wagner. Achats de l'État avant guerre, 1938 et 1947. Achats de la ville de Paris, 1949, 1951, 1952, 1960.

## Publications
- Jean Guitton. Philosophie de la couleur, Éditions du Chêne Vert, 1982.
- Édith Desternes. Catalogue du peintre, éd. des Cahiers bourbonnais, Charroux, 1988.

Avec Jean Guitton, elle collabora activement à la revue trimestrielle Les Cahiers bourbonnais.
Articles :
- « Jean Guitton peintre. Une présence d'âme », Les Cahiers bourbonnais, no 31, Moulins, 1964, p. 203-209, ill.
- « Jean Guitton en captivité (1940-1945) », Les Cahiers bourbonnais, no 59, Moulins, 1971, p. 333-336, ill. h.t.
- « Quand Jean Guitton exposait à Rome », Les Cahiers bourbonnais, no 63, Moulins, 1971, p. 80-82, ill. h.t.
- « Exposition Jean Guitton, 26 mai-30 juin 1976 (Galerie Katia Granoff, Paris) », Les Cahiers bourbonnais, no 79, Moulins, 1976, p. 205.
- « Quelques réflexions sur l'art de Jean Guitton (à propos de l'exposition de ses œuvres au château de Boussac (Creuse), du 11 juin au 16 septembre 1978) », Les Cahiers bourbonnais, no 87, Moulins, 1978, p. 65.
- « Le gemmail à Lourdes :  Jean Guitton expose », Les Cahiers bourbonnais, no 93, Moulins, 1980, p. 1.
- « Jean Guitton, de l'Académie française », Les Cahiers bourbonnais, Hors-série n° spécial Charroux, 1986, 2 p., ill. en coul.
- « Le Gemail de France » (avec Jean Guitton), Les Cahiers bourbonnais, no 133, Charroux 1990, p. 49-52, ill.
- « La femme, Ève et Marie, peintures et dessins de Jean Guitton, de l'Académie française », Les Cahiers bourbonnais, no 141, Charroux, 1992, p. 65-67, ill.